# سكوت براون (لاعب كرة قدم مواليد 1985)
سكوت براون (بالإنجليزية: Scott Brown)‏ هو لاعب كرة قدم بريطاني في مركز الوسط، ولد في 8 مايو 1985 في رانكورن في المملكة المتحدة. لعب مع بورت فايل وغريمسبي تاون وفليتوود تاون وماكليسفيلد تاون ونادي أكرينغتون ستانلي ونادي بريستول سيتي ونادي تشيلتنهام تاون ونادي ساوثبورت ونادي موركامب ونادي هاروجيت تاون ونادي يورك سيتي.

## وصلات خارجية
- سكوت براون (لاعب كرة قدم مواليد 1985) على موقع قاعدة بيانات كرة القدم.إي يو (الإنجليزية)
- سكوت براون (لاعب كرة قدم مواليد 1985) على موقع Soccerbase.com (لاعب) (الإنجليزية)
- سكوت براون (لاعب كرة قدم مواليد 1985) على موقع Soccerway.com (الإنجليزية)